# Wandalin (województwo podlaskie)
Wandalin – osada w Polsce położona w województwie podlaskim, w powiecie bielskim, w gminie Boćki.
| SIMC    | Nazwa               | Rodzaj  |
| ------- | ------------------- | ------- |
| 0024390 | Chranibory Drugie   | kolonia |
| 0024408 | Chranibory Pierwsze | kolonia |

W latach 1975–1998 miejscowość należała administracyjnie do województwa białostockiego.
Wierni kościoła rzymskokatolickiego należą do parafii św. Józefa Oblubieńca w Boćkach.